# Йоганна Шопенгауер

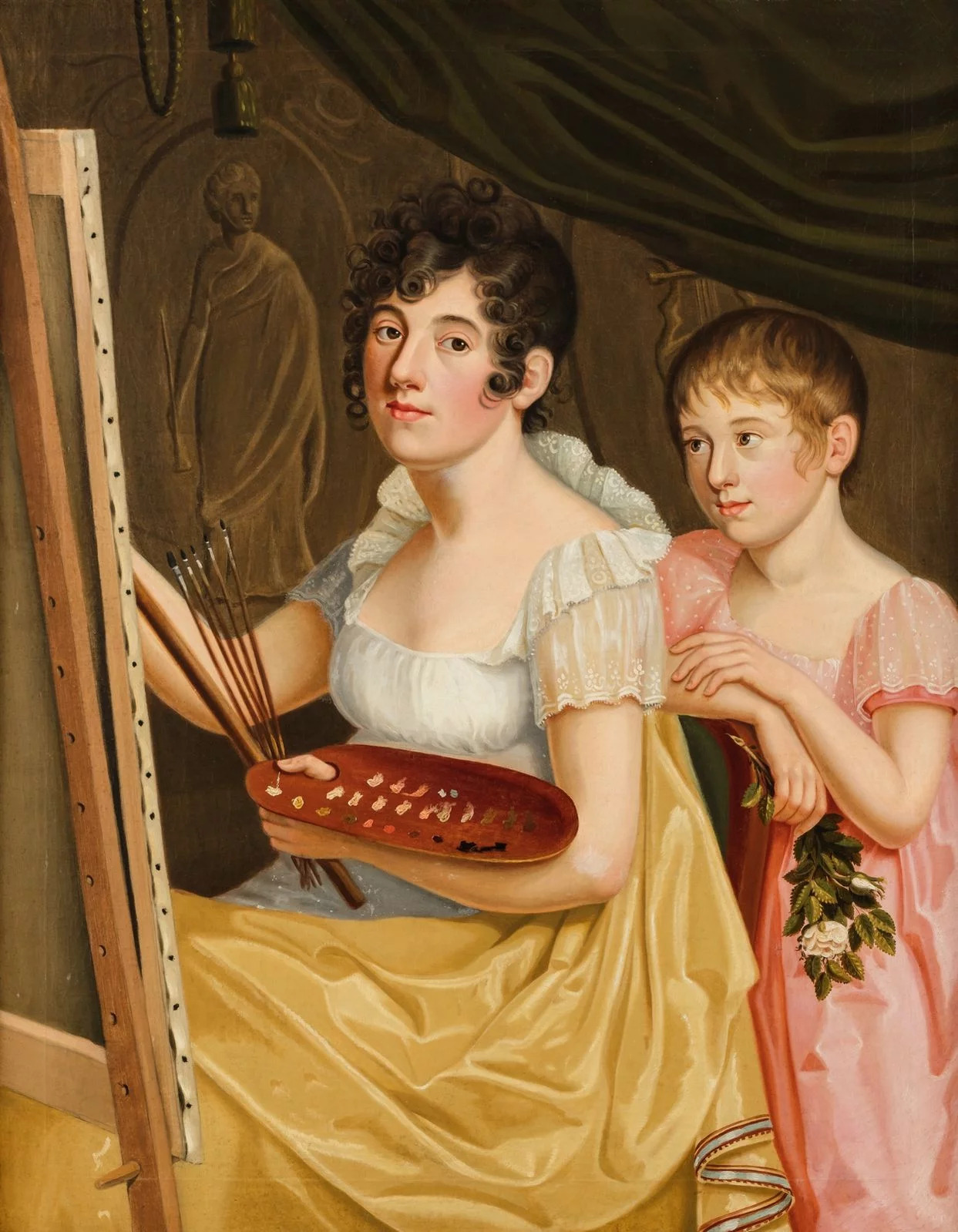
Кароліна Бардуа. Йоганна Шопенгауер із дочкою Аделлю. 1806

Йоганна Генрієтта Шопенгауер (нім. Johanna Schopenhauer, до шлюбу Трозінер; (9 липня 1766 , Гданськ, Корона Королівства Польського  — 16 квітня 1838 , Єна, Німецький союз )) — німецька письменниця (романи, новели, література про подорожі), господиня літературного салону та мистецтвознавиця. Мати філософа Артура Шопенгауера та письменниці Аделі Шопенгауер.

## Біографія
Народилася 9 липня 1766 року в домі гданського купця, комерсанта Христіана Генріха Трозінера та його дружини Елізабет (до шлюбу Леман) в так званому Будинку під Черепахою, що розташовувався на вулиці Св. Духа, 81. Тепер нумерація змінилася і будинок знаходиться під номером 111. У 18 років під тиском батька Йоганна стала дружиною 37-річного комерсанта Генріха Флоріса Шопенгауера (1747-1805). Разом із чоловіком Йоганна об'їздила всю Європу. Після окупації Данцига Пруссією в 1793 році Шопенгауери, як і багато інших ліберально налаштованих представників вищих кіл, переїхали до вільного ганзейського Гамбурга. Після смерті чоловіка Йоганна Шопенгауер стала спадкоємицею третини його статку (дві третини відійшли дітям, Артуру та Аделі) та здобула фінансову незалежність.
У 1806 році разом із дочкою 39-річна Йоганна Шопенгауер перебралася до Веймара, де її щотижневі чайні прийоми відразу опинилися в центрі культурного життя міста. Завдяки цьому Шопенгауер познайомилася з Йоганном Вольфгангом Гете.
В 1819 році торговельний дім «Abraham Ludwig Muhl & Co.», куди Шопенгауер вклала всі свої кошти, збанкрутував. Їй повернулося лише 30 % її статків. Її син Артур, який отримав батьківську спадщину, запропонував допомогу матері, але вона відмовилася, щоб не потрапити у залежність від сина, і мусила самостійно заробляти на життя. Важливим джерелом засобів для існування стало письмо. Йоганна Шопенгауер публікувала розповіді про подорожі, романи та новели. Разом із Софією фон Ларош, Софією Меро та Кароліною Августою Фішер Йоганна Шопенгауер була серед перших жінок, які заробляли на життя літературною працею.
На вимогу дочки Шопенгауер переїхала до Бонна. Але життя там виявилося для них дуже дорогим, тому вони переїхали до Ункеля на Рейні. Стан здоров'я письменниці погіршувалося, вона могла більше займатися літературою, і фінансове становище ускладнювалося. Незадовго до смерті Йоганна Шопенгауер переїхала до Єни, де за кілька тижнів померла в бідності 16 квітня 1838 року на 72-у році життя.